# Contea di Hancock (Mississippi)
La contea di Hancock (in inglese Hancock County) è una contea dello Stato del Mississippi, negli Stati Uniti. La popolazione al censimento del 2000 era di 42 967 abitanti. Il capoluogo di contea è Bay St. Louis.